# Dimère d'eau

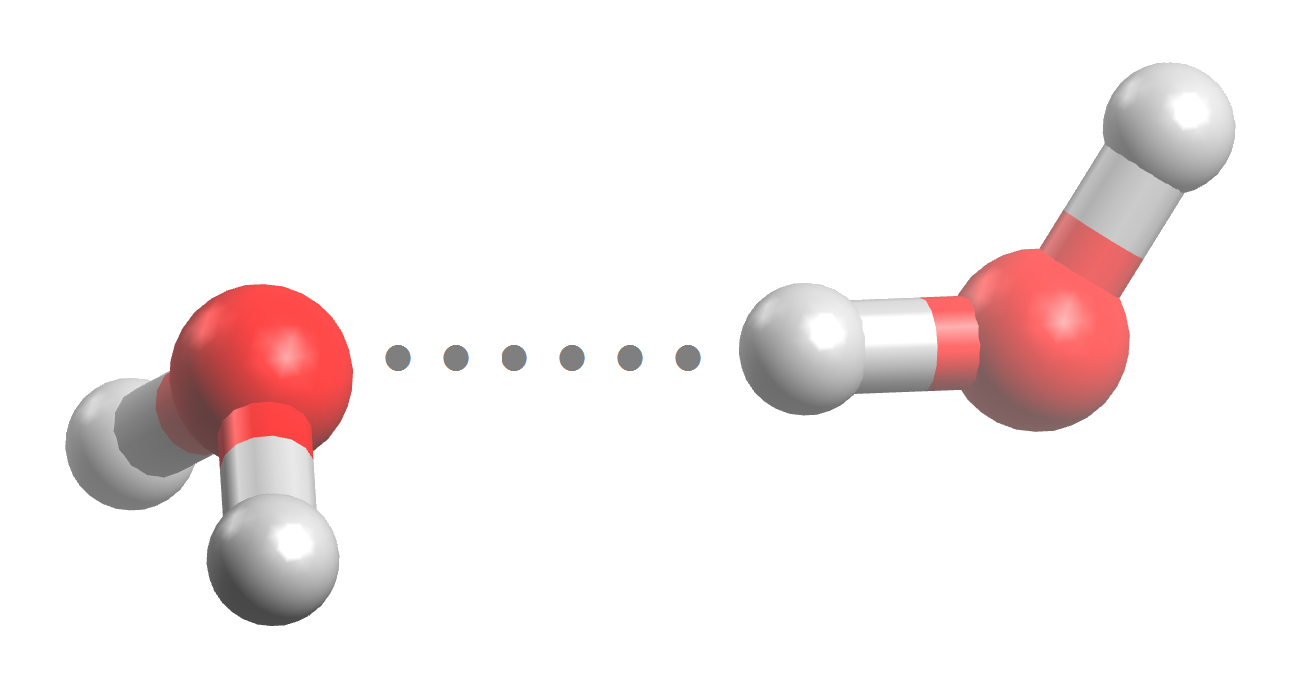
Illustration de deux molécules d'eau liées par une liaison hydrogène.

Le dimère d'eau est constitué de deux molécules d'eau  faiblement liées par liaison hydrogène. Il s'agit du plus petit cluster d'eau. Étant le modèle le plus simple pour étudier les liaisons hydrogène dans l'eau, il a été la cible de nombreuses études théoriques (puis expérimentales),,,.

## Propriétés
Les mesures expérimentales de l'énergie de dissociation de (1H2O)2 et (2H2O)2 donnent, respectivement, 3,16 ± 0,03 kcal/mol (13,22 ± 0,12 kJ/mol) et 3,56 ± 0,03 kcal/mol (14,88 ± 0,12 kJ/mol). Ces valeurs sont en accord avec les calculs théoriques,.